# Jewgienij Kołyszew
Jewgienij Fiodorowicz Kołyszew (ros. Евгений Фёдорович Колышев, ur. 10 grudnia 1909 we wsi Wierchniaja Samarka w guberni orenburskiej, zm. 28 kwietnia 1952 w Moskwie) – radziecki polityk, I sekretarz Komitetu Obwodowego WKP(b) w Kemerowie (1946-1951).
Od 1927 w WKP(b), 1927-1933 zastępca kierownika wydziału pracy kulturalno-propagandowej Uralskiego Komitetu Obwodowego Komsomołu, 1933-1938 studiował w Instytucie Marksizmu-Leninizmu w Swierdłowsku. Od września 1937 II sekretarz, potem I sekretarz rejonowego komitetu WKP(b) w Swierdłowsku, od maja 1938 do marca 1941 III sekretarz Komitetu Obwodowego WKP(b) w Swierdłowsku, 1941-1942 sekretarz Komitetu Obwodowego WKP(b) w Swierdłowsku ds. propagandy i agitacji. 1942-1945 I sekretarz Komitetu Miejskiego WKP(b) w Niżnym Tagile, później organizator odpowiedzialny Zarządu Kadr KC WKP(b). Od kwietnia 1946 do 24 marca 1951 I sekretarz Komitetu Obwodowego WKP(b) w Kemerowie, od lipca 1951 do śmierci zastępca przewodniczącego Komitetu Wykonawczego Rady Obwodowej w Kirowie.

## Odznaczenia
- Order Lenina
- Order Czerwonego Sztandaru Pracy
- Order Wojny Ojczyźnianej II klasy
- Order Czerwonej Gwiazdy